# The Lifeguard (película)
 The Lifeguard es un drama estadounidense de 2013 producido, escrito y dirigido por Liz W. García y protagonizado por Kristen Bell y David Lambert. La película se estrenó en el Festival de Cine de Sundance de 2013, y fue lanzada a través de video bajo demanda el 30 de julio de 2013, y recibió un estreno limitado en los cines el 30 de agosto.

## Trama
Leigh London es una escritora talentosa que vive en la ciudad de Nueva York con un trabajo como periodista y una relación con su jefe comprometido. Al comienzo de la historia, Leigh debe aceptar el final de su historia de amor y tiene la tarea de informar la historia de un cachorro de tigre que fue mantenido atado como mascota en la casa de alguien hasta que murió. Para asombro de Leigh, el artículo no se publica como una noticia seria, y ella se derrumba, discutiendo con su jefe y su ex amante. Ahora completamente desilusionada con su vida en la ciudad, decide irse, sin notificar en su trabajo, y regresar a su ciudad natal. Cuando llega a casa, la madre de Leigh cuestiona su regreso repentino, mientras que su padre está encantado de verla, especialmente después de que Leigh les comenta su decisión de quedarse indefinidamente. Se reencuentra con dos de sus antiguos amigos, el tasador de arte, Todd, y el subdirector, Mel. Mientras toma unas copas con ellos, les dice que ha aceptado un trabajo en la escuela secundaria como salvavidas de la piscina comunitaria, donde conoce al hijo del encargado de mantenimiento, el pequeño Jason. 
Durante las próximas semanas, se hace amiga de Jason y su mejor amigo, Matt, y fomenta el comportamiento salvaje en sus dos amigos de la escuela secundaria, pasando el rato con los adolescentes y fumando marihuana. Todd acepta felizmente el comportamiento de Leigh; Mientras que Mel también lo hace, eso afecta su relación con su esposo mientras intentan concebir un bebé. Leigh comienza a pasar mucho más tiempo con Jason, y pronto se da cuenta de su atracción por él y viceversa. Una noche, después de pasar el rato en la piscina después de horas con sus amigos, Leigh va al baño donde Jason la sigue y se besan. El beso rápidamente se convierte en sexo, y esto inicia una relación entre los dos que continúa durante el verano, lo que lleva a frecuentes encuentros sexuales. Un día, mientras los dos tienen sexo en la cama, Leigh se da cuenta de que se está enamorando de Jason y lo convence de quedarse más tiempo en lugar de mudarse a Vermont con Matt como había planeado. A Matt lo echó la madre de la casa por lo que ha dejado en claro que está desesperado por dejar la ciudad. 
Después de que Jason pospone los planes de Vermont, Matt se desanima mucho. Mientras tanto, el esposo de Mel se siente cada vez más frustrado con su comportamiento "despreocupado". Una mañana, mientras está en la piscina, Todd descubre a Leigh y Jason besándose, pero no dice nada. La madre de Leigh le pidió que se mudara ya que ella no es la única que intenta poner su vida en orden; Leigh se queda con Jason. Su gato desaparece en el proceso. Todd le dice a Mel que Leigh se queda en casa de Jason y Mel descubre la relación entre los dos, para su horror. Se acerca a Leigh enojada y planea decirle al padre de Jason. Leigh y Jason van a buscar a su gato, pero descubren que Matt se ha suicidado colgándose de un árbol en el bosque. Matt menciona repetidamente a lo largo de la película que odia la vida en la ciudad y está desesperado por llegar a Vermont. Parece que la postergación de Jason fue su última esperanza rota. 
Esto le pasa factura a Jason y está profundamente angustiado. Leigh asume la responsabilidad de informar a la madre de Matt, quien también está desconsolada por la noticia. Leigh la consuela hasta que llegan sus familiares y luego encuentra a su gato desaparecido escondido cerca de la casa de sus padres. En el funeral, ella hace las paces con Mel y va a encontrarse con Jason por última vez antes de que ambos se vayan. Se dan un abrazo emocional, mostrando un fuerte afecto el uno por el otro. Ella le da $ 1,000 que ganó de un premio de periodista, y se aleja con lágrimas en los ojos, sabiendo que sus sentimientos por Jason nunca se podrían llevar a cabo. La escena final termina con una postal de Jason que dice que todavía piensa mucho en ella y en Matt también.

## Reparto
- Kristen Bell como Leigh London
- David Lambert como el pequeño Jason
- Mamie Gummer como Mel
- Martin Starr como Todd
- Alex Shaffer como Matt
- Joshua Harto como John
- Amy Madigan como Justine London
- John Finn como el Jason mayor
- Paulie Litt como Lumpy
- Sendhil Ramamurthy como Raj
- Adam LeFevre como Hans
- Mike Landry como el oficial Miller
- Lisa Ann Goldsmith como la madre de Matt
- Terri Middleton como la tía de Matt

## Producción
La fotografía principal comenzó en Sewickley, Pensilvania, el 9 de julio de 2012 y continuó en el área metropolitana de Pittsburgh hasta el 10 de agosto. Una casa suburbana de Fox Chapel se utilizó para la mayoría de las tomas de interiores. Las comunidades de Aleppo, Edgeworth y Leetsdale también se consideraron como ubicaciones.

## Estreno
La película compitió en el Festival de Cine de Sundance de 2013 a la Mejor Película Dramática.

## Crítica
Después de su estreno en Sundance, The Lifeguard recibió críticas generalmente desfavorables. En Rotten Tomatoes, la película tiene un índice de aprobación del 16% según las reseñas de 31 críticos.
Peter Debruge de Variety declaró: "Ahogarse en la autocompasión es tan divertido de ver como suena, lo que significará dificultades para que la gente se interese por cualquier razón que no sea la lasciva". Justin Lowe de The Hollywood Reporter: "Ni siquiera una lista de atributos del cine independiente puede inyectar un sentido de originalidad en esta narrativa familiar". Jordan Hoffman de Film.com le dio a la película un 2.7 / 10 y declaró: " The Lifeguard es un (supuesto) drama dolorosamente aburrido que carece por completo de originalidad o autoconciencia".